# Gobabis
Gobabis – miasto we wschodniej Namibii, na obrzeżach kotliny Kalahari, ośrodek administracyjny regionu Omaheke. Zamieszkuje je 22 505 mieszkańców (prognoza na rok 2013).
W mieście rozwinął się przemysł spożywczy.

## Współpraca
- Drachten, Holandia
- Smallingerland, Holandia